# Альошин Геннадій Васильович
Генна́дій Васи́льович Альо́шин (нар. 6 червня 1939) — український радіотехнік, 1991 — доктор технічних наук, 1992 — професор кафедри транспортного зв'язку Українського державного університету залізничного транспорту.

## З життєпису
1962 року закінчив Харківське вище військове командно-інженерне училище ракетних військ, де й залишився працювати.
Від 1997 року — професор Харківського інституту ВПС МО України.
Напрями наукових досліджень:
- розробка теорій оптимізації радіотехнічних систем (усіх ієрархічних рівнів),
- теорій електромагнітної сумісності, оконтурення зображень (сигналів), радіотехнічних вимірювань.

Є співавтором патентів, зокрема
- «Канал вимірювання похилої дальності до літальних апаратів для мобільної суміщеної лазерної вимірювальної системи», 2016, співавтори — Гусєв Сергій Євгенович, Звєрєв Олексій Олексійович, Клівець Сергій Іванович, Коломійцев Олексій Володимирович, Опенько Павло Вікторович, Помогаєв Ігор Володимирович, Садовий Костянтин Віталійович, Сачук Ігор Іванович, Толстолузька Олена Геннадіївна;
- «Канал автоматичного супроводження літальних апаратів за напрямком з використанням частот міжмодових биттів та можливістю формування і обробки зображення літальних апаратів», 2010, співавтори — Бєлімов Володимир Васильович, Васильєв Дмитро Геннадійович, Злотніков Андрій Львович, Коломійцев Олексій Володимирович, Купченко Леонід Федорович, Можаєв Олександр Олександрович, Приходько Володимир Мусійович, Приходько Дмитро Петрович, Сачук Ігор Іванович.

## Серед робіт
- «Ефективність радіотехнічних пристроїв оцінювання параметрів сигналу», 1992
- «Теоретичні основи електромагнітної сумісності радіоелектронних засобів», 1993
- «Основи побудови оптимальних інформаційно-вимірювальних радіотехнічних систем», 1994
- «Про коректність методів синтезу вимірювальних радіотехнічних систем», 1998.